# Miecznica
Miecznica (Sisyrinchium L.) – rodzaj roślin z rodziny kosaćcowatych. Należy do niego ok. 140 do ponad 200 gatunków. Rośliny te występują naturalnie w Ameryce Południowej i Północnej, na Hawajach i Grenlandii. Największe zróżnicowanie gatunkowe jest w Ameryce Centralnej. Rośliny introdukowane z tego rodzaju występują poza tym w Europie, Azji, Australii i na Madagaskarze. W Polsce rośnie jako kenofit (zadomowiony przybysz) miecznica bermudzka S. bermudiana.
Niektóre gatunki uprawiane są jako rośliny ozdobne (zwłaszcza miecznica prążkowana S. striatum). S. vaginatum wykorzystywana jest w Urugwaju do kontroli urodzeń.
Nazwa łacińska pochodzi z greckiego słowa sisyra, oznaczającego włochaty płaszcz, odnoszącego się do łusek kłączy tej rośliny.

## Morfologia
ŁodygaProsta lub rozgałęziona, z jednym lub większą liczbą międzywęźli. Gatunki wieloletnie posiadają kłącze.
LiścieLancetowate do równowąskich, niekiedy cylindryczne w przekroju.
KwiatySymetryczne, z szypułką, z białymi do fioletowych płatkami korony.
OwoceKuliste lub jajowate torebki.
NasionaOkrągłe, zazwyczaj czarne.

## Systematyka
SynonimyBermudiana (Mill.), Hydastylus (Dryand. ex Salisb.), Souza (Vell.), Paneguia (Raf.), Pogadelpha (Raf.), Echthronema (Herb.), Eriphilema (Herb.), Glumosia (Herb.), Oreolirion (E.P.Bicknell).
Pozycja systematyczna według Angiosperm Phylogeny Website (aktualizowany system APG IV z 2016)
Jeden z rodzajów podrodziny Iridoideae Eaton w rodzinie kosaćcowatych (Iridaceae) należącej do rzędu szparagowców (Asparagales) w obrębie jednoliściennych.
Lista gatunków